# Uno Dewoon

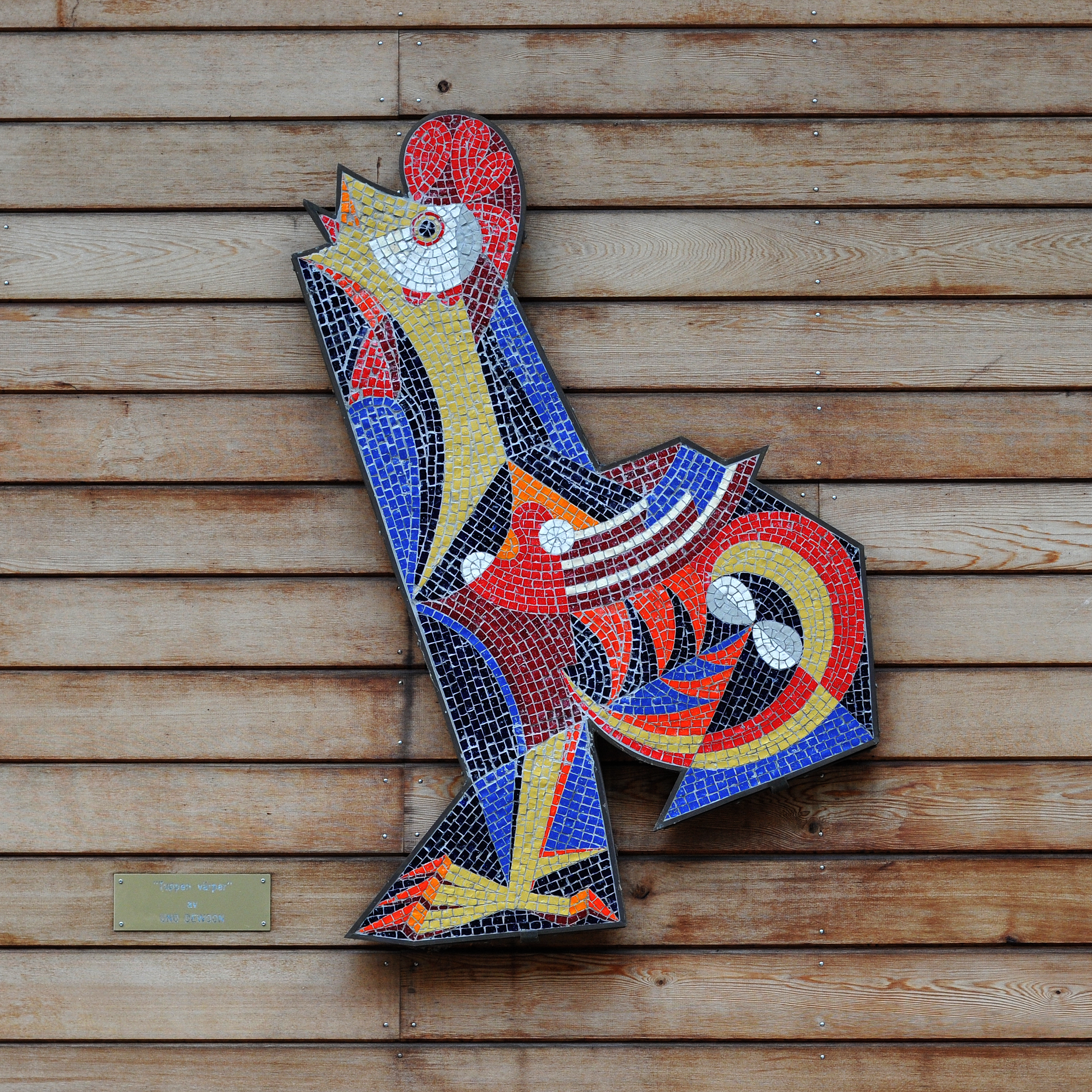
Tuppen värper av Uno Dewoon

Sven Uno Harald Dewoon (eller Devoon), född 10 juni 1909 i Sköldinge, död 30 januari 1988 i Nyköping, var en svensk konstnär.
Dewoon var son till järnvägstjänstemannen Harald Dewoon Karlsson och Viktoria Nyström. År 1940 ingick han äktenskap med Elsa Brantberg (1908–1994). Han studerade vid privata målarskolor samt under studieresor till bland annat Portugal, Nederländerna, England och Danmark. Dewoon ställde ut separat ett flertal gånger i Nyköping och Uddevalla, och medverkade i den stora samlingsutställningen Söderlänningar i Strängnäs. Hans konst består av kubistiska stilleben och små landskapsmålningar från Öland och Norrland. 
Dewoon är representerad vid Sörmlands museum. Bland hans offentliga arbeten märks Tuppen värper placerad på fasaden till Pelles lusthus i Nyköping

## Priser och utmärkelser
- 1968 - Nyköpings kommuns kulturstipendium
- 1969 - Södermanlands hembygdsförbunds hedersplakett